# Estádio da Rua Campos Sales

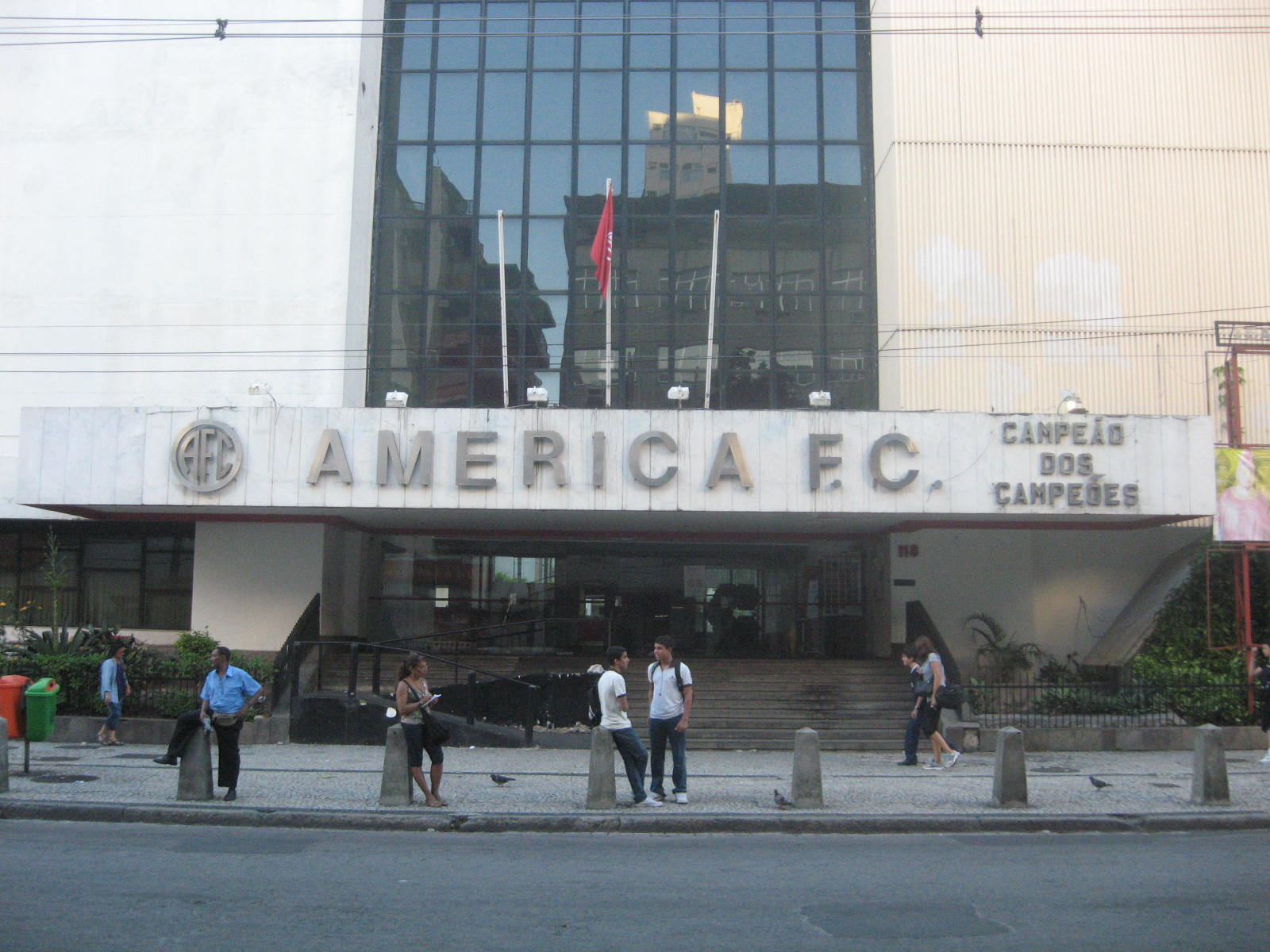
Sede social do America até 2014 na rua Campo Sales

O Estádio da  Rua Campos Sales (Rua Campos Sales) é o antigo campo do America Football Club, que ficava localizado no bairro da Tijuca, na cidade do Rio de Janeiro.

## História
O primeiro clube a utilizar o Campo da Rua Campos Sales foi o Oriental, que mandou colocar cercas de arame farpado ao redor do campo, que também era utilizado pelo Haddock Lobo.
Com dissolução do Oriental, o Haddock ficou como único clube a jogar no campo que pertencia ao Doutor Francisco Satamini, professor de Física da Faculdade de Medicina e nome de rua do bairro da Tijuca, que o alugava, primeiro ao Oriental, clube que esteve ativo por curto período de tempo, depois ao Haddock Lobo.
Após a fusão com o Haddock Lobo (na verdade uma incorporação, exceto pelo fato do America ter adotado a cor vermelha do outro clube) com o Haddock Lobo, o America passou a jogar nesse  campo, situado na Tijuca, tendo sido a sua casa entre 1911 a 1961, quando o clube rubro comprou o Estádio Wolney Braune, também conhecido como Estádio do Andaraí.
Em 1924, o campo americano ganhou as primeiras arquibancadas de cimento, com o America tornando-se o segundo clube carioca a dar esse conforto e segurança para seus sócios e torcedores, embora ainda tivessem em sua estrutura algumas arquibancadas em madeira, que seriam retiradas por ordem da polícia em 1943, quando foram proibidas por conta de acidente de superlotação na rua Figueira de Melo, em partida envolvendo o time da casa e o Flamengo, medidas que atingiram, além do America, os clubes do Bangu, Bonsucesso, Flamengo e São Cristóvão.
As primeiras partidas oficiais registradas no antigo Campo da Rua Campos Salles, foram válidas pelo Campeonato Carioca da Segunda Divisão de 1911, a primeira em 21 de maio.
Já a primeira partida do America no Campo da Rua Campos Sales foi no dia 27 de agosto de 1911, na vitória sobre o Rio Cricket por 3 a 1, com os gols americanos tendo sido marcados por Costa, Belfort Duarte (de pênalti) e Nabuco, embora as novas arquibancadas de madeira só tenham sido inauguradas no dia 12 de outubro do corrente ano, contra o Clube Atlético Ypiranga, de São Paulo, tendo sido registrado nesta partida o resultado de empate, por 1 a 1.
Também foi nesse campo, que em 1914, durante um clássico America versus Fluminense, que a torcida do clube rubro começou a chamar os tricolores de Pó de arroz, tudo por causa de um ex-atleta americano que se transferiu para o tricolor, Carlos Alberto, que segundo a versão popular, por conta própria passou pó de arroz no rosto para se clarear, mas teve o seu artifício descoberto e foi provocado pela torcida rubra, que já o conhecia, por ter sido um dos 70 jogadores e sócios que abandonaram o clube rubro para se transferir para o Fluminense e fazia o mesmo quando por lá jogava, aparentemente por problemas dermatológicos.
Em Campos Sales, o America conquistou entre as suas maiores glórias, os campeonatos cariocas de 1916, 1928 e 1931, assim como foi nele a maior goleada da sua história, 11 a 2 sobre o Botafogo em 3 de novembro de 1929.
No dia 26 de dezembro de 1921 falecia o Doutor Francisco Satamini, sócio benemérito do America e proprietário do terreno de Campos Sales. O Doutor Satamini deixara a todos os seus sobrinhos o terreno que o America ocupava. Com vários herdeiros, não foi possível fazer um acordo para a renovação do contrato em questão, que poderia ser anulado mediante o pagamento de multa de 30 contos de réis. Os beneficiários da herança resolveram fazer um leilão do campo, avaliado em 300 contos de réis. Não havia tempo para apelar aos sócios, pois o leilão já estava anunciado em praça e já estavam apostos arrematantes certos.
Entra em cena o Visconde de Morais (chamava-se José Júlio Pereira de Morais) emprestando a quantia para adquirir o terreno que seria a ele hipotecado e, a hipoteca, seria resgatada no prazo de cinco anos. Tal transação colocou o America mais uma vez em perigo no ano de 1930. Juros sobre juros tornaram precária a situação do clube e só, graças a benevolência do credor, não havia sido ainda levado a efeito a dissolução da agremiação.
Renuncia o presidente Maxêncio da Veiga Leitão sendo eleita a chapa encabeçada por Antônio Gomes de Avellar. Novas gestões são feitas junto ao Visconde de Morais e a reforma da hipoteca, onde ele abria mão da comissão que tinha direito, no ano de 1931. Com a morte do Visconde, neste mesmo ano, o America voltou a enfrentar os herdeiros que queriam receber a hipoteca.
O pesadelo termina em 1934, com a emissão de 100 títulos de sócios-proprietários e a efetiva colaboração de Pedro Magalhães Correia (300 contos de réis), Joaquim Nepomuceno Moura (200 contos de réis) e Ferreira Souto (300 contos de réis).
Em 29 de junho de 1952, o antigo Campo da Rua Campos Salles finalmente ganhou estrutura de estádio, conforme diferenciações entre estruturas futebolísticas que se faziam nas primeiras décadas do século XX, tendo neste ano capacidade para 25.000 lugares, com o jogo de inauguração terminando com a vitória do America sobre o Vasco da Gama por 1 a 0, gol de Leônidas da Selva
O último jogo em Campos Sales, foi America 1 a 3 Olaria, em 29 de agosto de 1962, tendo o estádio sido demolido, se situando anteriormente no endereço onde hoje se localiza atualmente a sede social do America.